# Marco Bonini
Marco Bonini (Roma, 20 agosto 1972) è un attore italiano.

## Biografia
Inizia studiando danza classica e moderna, ma nel 1991 passa agli studi di recitazione. Frequenta, per un breve periodo, l'Accademia nazionale d'arte drammatica, successivamente il Centro sperimentale di cinematografia, conseguendo nel frattempo alla Sapienza di Roma la laurea in Filosofia.
Alterna il lavoro in teatro, dove debutta come attore, a quello in televisione, dove è protagonista di numerose fiction, e al cinema, prima come attore e dal 2000 come produttore e sceneggiatore.
Nel 2005 elabora, insieme ad Eros Puglielli ed altri, il manifesto "The Coproducers", secondo il quale: "tutti i partecipanti sono proprietari di una quota dei diritti di sfruttamento economico del film". Nel 2007 prende parte al film Billo - Il grand Dakhaar, di cui è interprete, sceneggiatore e produttore.
Nel 2019 Longanesi pubblica il suo primo romanzo Se ami qualcuno dillo, una storia familiare incentrata sul rapporto padri-figli e sulla critica ai sessismi.
Nell’estate del 2020, debutta come co-autore degli spettacoli La bimba col megafono, interpretato da Anna Foglietta e Lo zingaro  interpretato da Marco Bocci. Dopo aver preso parte alla serie Cuori, torna al cinema con Lasciarsi un giorno a Roma e I migliori giorni e I peggiori giorni, film per i quali è interprete e sceneggiatore insieme ad Edoardo Leo.

## Filmografia

### Cinema
- Classe mista 3ª A, regia di Federico Moccia (1996)
- Dentro il cuore, regia di Memè Perlini (1996)
- Oltremare - Non è l'America, regia di Nello Correale (1998)
- La vera madre, regia di Gianfranco Albano (1999)[4]
- Tutta la conoscenza del mondo, regia di Eros Puglielli (2001)
- Così come la vita, regia di Roberta Orlandi (2001)
- Ma femme... s'appelle Maurice, regia di Jean-Marie Poiré (2002)
- Sotto il sole della Toscana (Under the Tuscan Sun), regia di Audrey Wells (2003)
- Casa Eden, regia di Fabio Bonzi (2004)
- Per giusto omicidio, regia di Diego Febbraro (2004)
- Ég veled! (Four seasons in space), regia di József Pacskovszky (2005)
- AD Project, regia di Eros Puglielli  (2006)
- Billo - Il grand Dakhaar, regia di Laura Muscardin (2007)
- L'anno mille, regia di Diego Febbraro (2008)
- L'incantatore di serpenti, la vita senza freno di Gian Carlo Fusco, regia di Salvatore Allocca (2009)
- Miss Julie, regia di Michael Margotta (2009)
- Diciotto anni dopo, regia di Edoardo Leo (2010)
- Camping 2, regia di Fabien Onteniente (2010)
- The Stalker regia di Giorgio Amato (2014)
- Pane e burlesque, regia di Manuela Tempesta (2014)
- 2047 - Sights of Death, regia di Alessandro Capone (2014)
- Tutte le strade portano a Roma (All Roads Lead to Rome), regia di Ella Lemhagen (2015)
- Smetto quando voglio - Masterclass, regia di Sydney Sibilia (2017)
- Smetto quando voglio - Ad honorem, regia di Sydney Sibilia (2017)
- Lost in Florence - Un'estate a Firenze, regia di Evan Oppenheimer (2017)
- Lasciarsi un giorno a Roma, regia di Edoardo Leo (2021)
- I migliori giorni, regia di Massimiliano Bruno ed Edoardo Leo (2023)
- I peggiori giorni, regia di Massimiliano Bruno ed Edoardo Leo (2023)

### Televisione
- Estasi, regia di Maria Carmela Cicinnati e Peter Exacoustos – serie TV (1993)
- L'ispettore Sarti 2, regia di Giulio Questi e Marco Serafini – serie TV (1994)
- L'amore è cieco, regia di Gianni Calderone – serie TV (1995)
- Il figlio di Sandokan, regia di Sergio Sollima – serie TV (1998)
- I guardiani del cielo, regia di Alberto Negrin (1998)
- Le ragazze di Piazza di Spagna, regia di José María Sánchez – serie TV (1998)
- La vera madre, regia di Gianfranco Albano – serie TV (1999)
- L'amore oltre la vita, regia di Mario Caiano – serie TV (1999)
- La femme du boulanger, regia di Nicolas Ribowski – serie TV (1999)
- Ester (Esther), regia di Raffaele Mertes – film TV (1999)
- Shaka Zulu, regia di J. Sineler – serie TV (1999)
- L'isola del ritorno, regia di Marijan David Vajda – serie TV (2000)
- Il rumore dei ricordi, regia di Paolo Poeti – miniserie TV (2000)
- Onora il padre, regia di Gianpaolo Tescari – film TV (2001)
- Il terzo segreto di Fatima, regia di Alfredo Peyretti – serie TV (2001)
- Le voyage organisé, regia di Alain Nahum – serie TV (2002)
- Perlasca - Un eroe italiano, regia di Alberto Negrin – miniserie TV (2002)
- Commesse 2, regia di José María Sánchez – serie TV (2002)
- Chiaroscuro, regia di Tomaso Sherman – serie TV (2003)
- Imperium - Nerone, regia di Paul Marcus – serie TV (2004)
- A casa di Anna, regia di Enrico Oldoini – miniserie TV (2004)
- Don Matteo 5 – serie TV, episodio 5x06 (2006)
- 48 ore, regia di Eros Puglielli – serie TV (2006)
- Carabinieri 6 – serie TV, episodi 9x09, 9x10, 9x11 (2007)
- Ho sposato uno sbirro, regia di Carmine Elia – serie TV (2008)
- Provaci ancora prof! 3, regia di Rossella Izzo – serie TV, episodio: La terza vittima (2008)
- Ne parliamo a cena, regia di Edoardo Leo – serie TV, puntata pilota presentata al Roma Fiction Fest (2008)
- 7 vite 2, regia di Franco Bertini, Marco Limberti, Nanni Marino e Monica Massa – serie TV (2009)
- I liceali 3, regia di Francesco Miccichè e Massimiliano Papi – serie TV (2011)
- Un posto al sole – soap opera (2011)
- Tutti pazzi per amore 3 – serie TV (2011)
- Don Matteo 9 – serie TV, episodi: 9x14, 9x18 (2014)
- Il restauratore – serie TV (2014)
- Angeli - Una storia d'amore, regia di Stefano Reali – film TV (2014)
- Il paradiso delle signore – serie TV (2015-2017)
- Un medico in famiglia 10, regia di Francesco Vicario – serie TV (2016)
- Come fai sbagli, regia di Tiziana Aristarco e Riccardo Donna - serie TV (2016)
- Un'estate a Firenze, regia di Evan Hoppenheimer – film TV (2017)
- Purché finisca bene - Basta un paio di baffi, regia di Fabrizio Costa (2019)
- Purché finisca bene - L'amore, il sole e le altre stelle, regia di Fabrizio Costa – film TV (2019)
- La dottoressa Giò 3, regia di Antonello Grimaldi – serie TV (2019)
- Cuori, regia di Riccardo Donna – serie TV (2021-in corso)
- Tutto quello che ho, regia di Monica Vullo e Riccardo Mosca – miniserie TV (2025)

### Cortometraggi
- Il pranzo onirico, regia di Eros Puglielli (1997)
- L'acqua e la pazienza, regia di Edoardo Leo (2011)
- Expired, regia di Marco Bonini (2011)
- Unfitting, regia di Giovanna Mezzogiorno (2023)

### Sceneggiatore
- Lasciarsi un giorno a Roma (2021)
- I migliori giorni (2023)
- I peggiori giorni (2023)

## Teatro
- Dialogo nella palude, di Marguerite Yourcenar, regia di Giancarlo Cobelli (1993)
- Sorveglianza speciale, di Jean Genet, regia di Marco Gagliardo (1994)
- I cavalieri, di Aristofane, regia di Duilio Del Prete (1994)
- Roberte, di Giampaolo Innocentini, regia di Antonio Lucifero (1994)
- Quer pasticciaccio brutto de via Merulana, di Carlo Emilio Gadda, regia di Luca Ronconi (1996)
- Birdy. Le ali della libertà, di Naomi Wallace, regia di Carlo Benso (1999)
- Troilo e Cressida, di William Shakespeare, regia di Maurizio Panici (2000)
- Caligola, di Albert Camus, regia di R. Levante (2002)
- Notting Hill, di Richard Curtis, regia di Massimo Natale (2006)
- Henry IV, di Luigi Pirandello, regia di Fernando Scarpa (2009)
- Ospiti, testo e regia di Angelo Longoni (2014)
- Mr. Dago Show, di Marco Bonini e Joe Bologna, regia di Marco Bonini (2020)
- Perfetti sconosciuti, testo e regia di Paolo Genovese (2023)